# Peter Van Steeden
Peter Van Steeden (* 13. April 1904 in Amsterdam; † 3. Januar 1990 in New Canaan, Connecticut) war ein US-amerikanischer Bandleader und Komponist.
Van Steeden leitete Ende der 1920er-Jahre und Anfang der 1930er-Jahre eine eigene Band, mit der er auch Aufnahmen machte. 1935 wurde er Leiter des Orchesters der Radio-Show Town Hall Tonight von Fred Allen als Nachfolger von Lennie Hayton. Dabei wurde er auch von Allen für seine komischen Nummern eingespannt. Im Bereich des Jazz war er zwischen 1927 und 1928 an vier Aufnahmesessions beteiligt.
Bekannt wurde er auch als Komponist des Standards Home When Shadow Falls, der u. a. von Sam Cooke und Paul McCartney, ferner von Mildred Bailey, Dick Haymes, Guy Lombardo und Julius Watkins interpretiert wurde.

## Einzelnachweis
1. ↑  Tom Lord Jazz Discography (Memento des Originals vom 22. Januar 2021 im Internet Archive)  Info: Der Archivlink wurde automatisch eingesetzt und noch nicht geprüft. Bitte prüfe Original- und Archivlink gemäß Anleitung und entferne dann diesen Hinweis.

| Personendaten    | Personendaten                              |
| ---------------- | ------------------------------------------ |
| NAME             | Van Steeden, Peter                         |
| KURZBESCHREIBUNG | US-amerikanischer Bandleader und Komponist |
| GEBURTSDATUM     | 13. April 1904                             |
| GEBURTSORT       | Amsterdam                                  |
| STERBEDATUM      | 3. Januar 1990                             |
| STERBEORT        | New Canaan (Connecticut)                   |